# مطار غدانسك ليخ فاونسا
مطار غدانسك ليخ فاونسا (بالبولندية: Port Lotniczy Gdańsk im. Lecha Wałęsy)(بالألمانية: Flughafen Danzig Lech Walesa) (إياتا: GDN، إيكاو: EPGD) هو مطار دولي في بولندا.

## خطوط وشركات الطيران

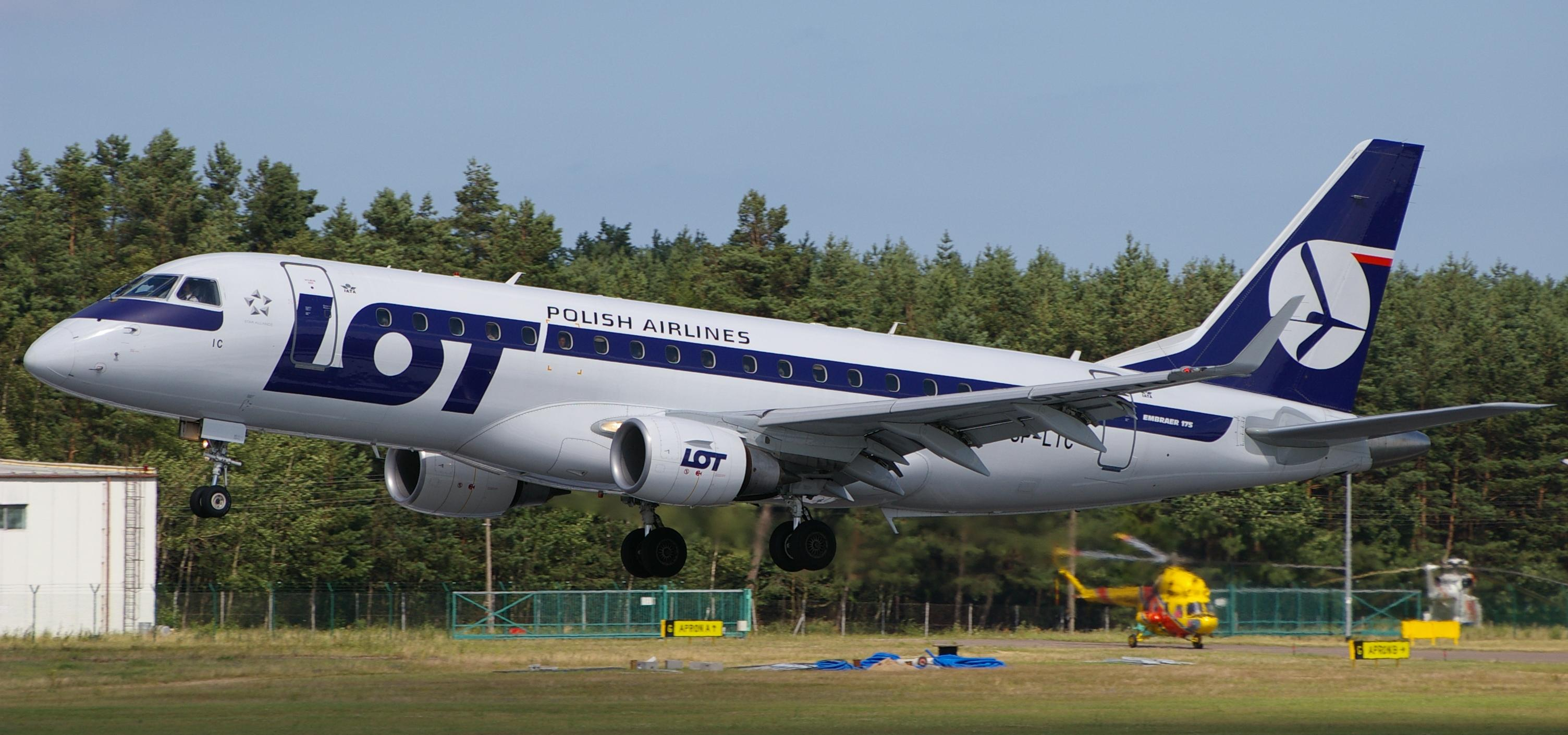
طائرة إمبراير ERJ-175 (SP-LIC) التابعة لشركة الخطوط الجوية البولندية LOT تهبط في غدانسك

### الركاب
| شركـات طيـران                   | الوجهات |
| ------------------------------- | --- |
| Corendon Airlines               | موسمي: مطار أنطاليا |
| Enter Air                       | عارض: مطار الغردقة الدولي موسمي عارض: مطار أنطاليا، Burgas، Corfu، مطار النفيضة الحمامات الدولي، مطار جرندة كوستا برافا، Kos، مطار تيرانا الدولي، Varna |
| European Air عارض               | موسمي عارض: Burgas |
| يورو وينجز                      | موسمي: مطار دوسلدورف الدولي |
| فين إير                         | مطار هلسنكي فانتا (تستأنف 31 مارس 2023) |
| الخطوط الجوية الملكية الهولندية | مطار سخيبول أمستردام |
| خطوط لوت الجوية البولندية       | مطار وارسو فريدريك شوبان موسمي: Rzeszów، Zielona Góra ‏ |
| لوفتهانزا                       | مطار فرانكفورت، مطار ميونخ الدولي |
| آير شاتل النرويجية              | Bergen، مطار أوسلو-غاردرموين |
| رايان إير                       | Aarhus، مطار أليكانتي، مطار بوفيه - تيه، مطار بلفاست الدولي، مطار أوريو أل سيريو، Billund، مطار بريستول، مطار كوبنهاغن، Cork، مطار دبلن الدولي، مطار إدنبرة، Gothenburg، مطار هامبورغ، مطار كراكوف، Leeds/Bradford، مطار لندن ستانستد، Lublin، مطار مالطا الدولي، مطار مانشستر، مطار نيوكاسل، Paphos، مطار بودغوريتسا الدولي، مطار ليوناردو دا فينشي، مطار ساندفيورد، تورب، مطار ستوكهولم أرلاندا، Växjö، مطار فروتسواف موسمي: مطار برشلونة الدولي، Burgas، مطار خانية الدولي ‏، Corfu، مطار مالقة الدولي، مطار نابولي، مطار بيزا الدولي، مطار فاكلاف هافيل الدولي، مطار ريغا الدولي، مطار سانتوريني (ثيرا) الوطني، مطار تريفيزو، مطار زادار                 |
| الخطوط الجوية الإسكندنافية      | مطار كوبنهاغن، مطار أوسلو-غاردرموين موسمي: مطار ستوكهولم أرلاندا |
| خطوط ترافل سيرفس الجوية         | موسمي عارض: Burgas، مطار دوبروفنيك، Heraklion، مطار تيرانا الدولي |
| الخطوط الجوية الدولية السويسرية | مطار زيورخ الدولي |
| ويز للطيران                     | مطار أبردين، Ålesund، مطار أليكانتي (تبدأ في 30 أكتوبر 2023)، مطار بوفيه - تيه، Bergen، مطار كولونيا بون الدولي، مطار كوبنهاغن (تبدأ في 29 أكتوبر 2023)، مطار دورتموند، مطار آيندهوفن، Gothenburg، مطار هامبورغ، Haugesund، Kutaisi، مطار لارنكا الدولي، Leeds/Bradford، مطار ليفربول، مطار لندن لوتن، مطار مالقة الدولي، Malmö، مطار أوسلو-غاردرموين، مطار كيفلافيك الدولي، مطار ساندفيورد، تورب، مطار ستافانغر الدولي، Stockholm–Skavsta، مطار تينيريفي الجنوبي (تبدأ في 29 أكتوبر 2023)، Tromsø، مطار تروندهايم، فارنيس، Turku موسمي: مطار برشلونة الدولي، Burgas، مطار إدنبرة، Heraklion، مطار سبليت، مطار تيرانا الدولي (تبدأ في 4 يوليو 2023)، Verona |

### الشحن
| شركـات طيـران        | الوجهات                               |
| -------------------- | ------------------------------------- |
| دي إتش إل للطيران    | مطار لايبزيغ هاله، مطار تالين         |
| فيديكس إكسبرس        | مطار كاتوفيتشي، مطار باريس شارل ديغول |
| خطوط يو بي إس الجوية | مطار برلين براندنبرغ                  |

## إحصائيات

### حركة المرور

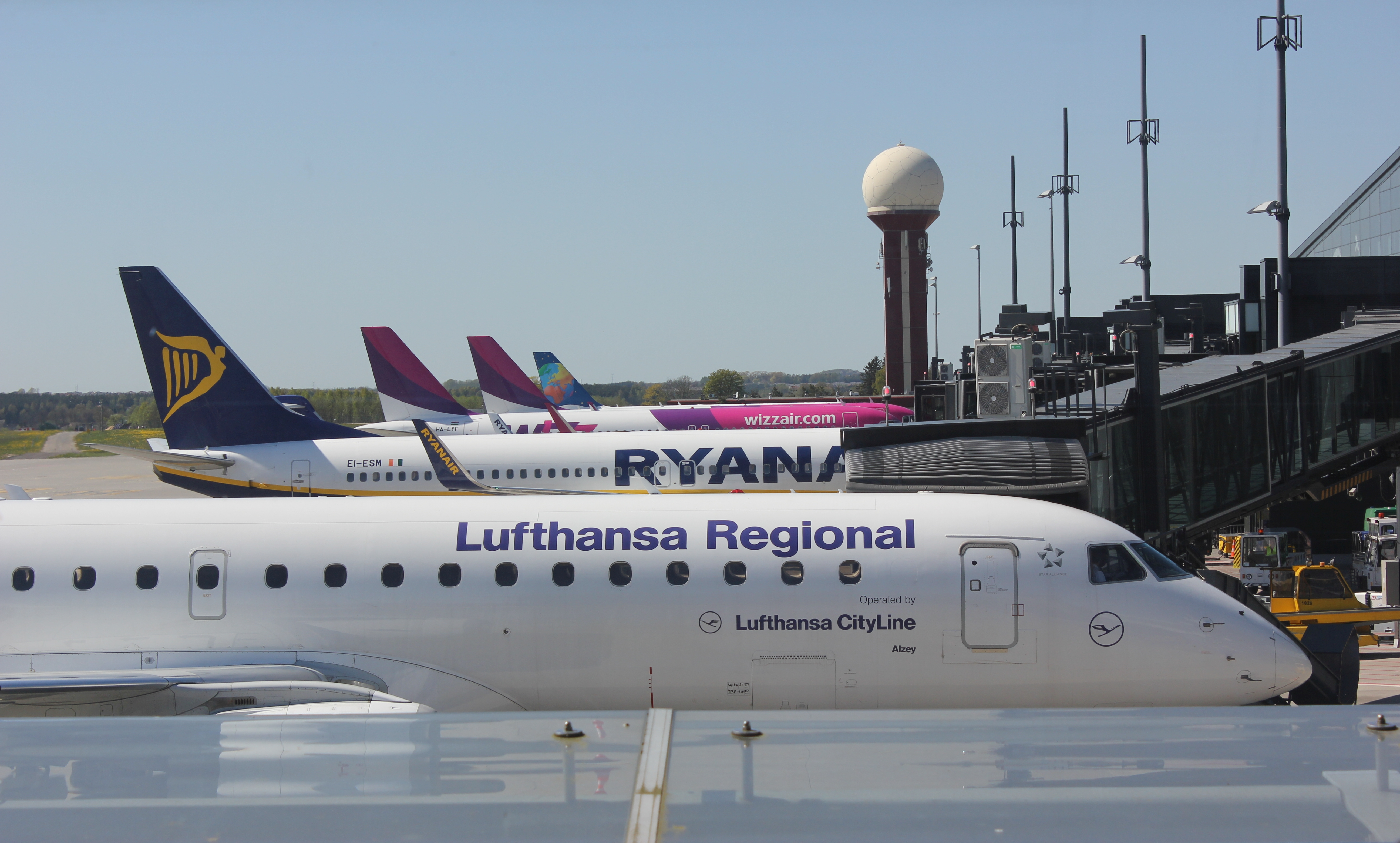
طائرة في مطار غدانسك ليخ فاونسا

| السنة | المسافرين | التغير  | الشحن الجوي(طن) | عمليات الطيران |
| ----- | --------- | ------- | --------------- | -------------- |
| 1999  | 249،913   |         | 1،472           | 10،512         |
| 2000  | 269،960   | ▲ 8.0%  | ▲ 1،552         | ▲ 11،586       |
| 2001  | 319،174   | ▲ 18.2% | ▲ 1،953         | ▲ 14،052       |
| 2002  | 318،033   | ▼ 0.4%  | ▲ 2،211         | ▼ 13،450       |
| 2003  | 365،036   | ▲ 14.8% | ▲ 2،686         | ▲ 14،346       |
| 2004  | 463،840   | ▲ 27.1% | ▲ 2،742         | ▲ 17،500       |
| 2005  | 677،946   | ▲ 46.2% | ▲ 3،433         | ▲ 19،000       |
| 2006  | 1،249،780 | ▲ 84.3% | ▲ 4،037         | ▲ 24،200       |
| 2007  | 1،708،739 | ▲ 36.7% | ▲ 4،757         | ▲ 28،200       |
| 2008  | 1،954،166 | ▲ 14.4% | ▼ 4،610         | ▲ 31،000       |
| 2009  | 1،890،925 | ▼ 3.2%  | ▼ 4،067         | ▼ 30،000       |
| 2010  | 2،232،590 | ▲ 18.1% | ▲ 4،487         | ▲ 32،000       |
| 2011  | 2،483،000 | ▲ 11.2% | ▲ 4،943         | ▲ 34،360       |
| 2012  | 2،906،000 | ▲ 17.0% | ▼ 4،851         | ▲ 37،022       |
| 2013  | 2،843،737 | ▼ 2.1%  | ▲ 4،918         | ▲ 42،041       |
| 2014  | 3،288،180 | ▲ 15.6% | ▲ 5،658         | ▼ 39،974       |
| 2015  | 3،706،108 | ▲ 12.7% | ▼ 5،162         | ▲ 40،261       |
| 2016  | 4،004،081 | ▲ 8.0%  | ▼ 4،863         | ▲ 41،079       |
| 2017  | 4،611،714 | ▲ 15.0% | ▲ 5،500         | ▲ 43،422       |
| 2018  | 4،980،647 | ▲ 8.0%  | ▲ 6،213         | ▲ 46،482       |

### المسارات الجوية
| المدينة               | 2018      | 2017      | 2016      |
| --------------------- | --------- | --------- | --------- |
| لندن، المملكة المتحدة | 534،676 ▲ | 513،563 ▲ | 486،864 ▲ |
| أوسلو، النرويج        | 380،671 ▲ | 324،518 ▲ | 291،794 ▲ |
| ستوكهولم، السويد      | 299،024 ▲ | 279،970 ▲ | 231،435 ▲ |
| وارسو، بولندا         | 269،283 ▼ | 522،449 ▲ | 443،418 ▲ |
| كوبنهاغن، الدنمارك    | 167،841   | 167،793 ▲ | 154،872 ▲ |
| ميونخ، ألمانيا        | 153،460 ▲ | 132،550 ▼ | 156،865 ▼ |
| فرانكفورت، ألمانيا    | 128،041 ▼ | 149،872 ▲ | 143،346 ▲ |
| آيندهوفن، هولندا      | 124،419 ▲ | 88،993    | ?         |
| أمستردام، هولندا      | 120،231 ▲ | 47،826 ▲  | 0         |
| توركو، فنلندا         | 117،008 ▲ | 92،712 ▲  | 88،098 ▲  |
| دورتموند، ألمانيا     | ?         | 105،209 ▲ | 101،625 ▼ |

### شركات الطيران
| شركة الطيران                     | المسافرين (2018) | المسافرين (2017) | المسافرين (2016) | المسافرين (2015) |
| -------------------------------- | ---------------- | ---------------- | ---------------- | ---------------- |
| ويز للطيران                      | 2،259،969 ▲      | 2،037،832 ▲      | 1،862،137 ▲      | 1،772،840        |
| رايان إير                        | 1،194،672 ▼      | 1،312،084 ▲      | 1،026،016 ▲      | 820،590          |
| خطوط لوت الجوية البولندية        | 328،136 ▼        | 328،905 ▲        | 299،902 ▲        | 250،268          |
| لوفتهانزا                        | 273،326 ▲        | 246،301 ▼        | 270،349 ▼        | 277،245          |
| الخطوط الجوية الإسكندنافية       | 213،384 ▼        | 219،827 ▲        | 199،351 ▲        | 164،628          |
| آير شاتل النرويجية               | 123،874 ▲        | 86،668 ▲         | 79،986 ▲         | 73،829           |
| الخطوط الجوية الملكية الهولندية  | 120،231 ▲        | 47،826 ▲         | 0                | 0                |
| فين إير                          | 51،538 ▲         | 33،131 ▲         | 31،099 ▲         | 21،563           |
| طيران البلطيق                    | 7،243 ▲          | 0                | 0                | 0                |
| طيران برلين                      | 0                | 17،891 ▲         | 15،239 ▼         | 69،156           |
| الخطوط الجوية الدولية الأوكرانية | 0                | 0                | 3،310 ▲          | 0                |